# 那克旺札勒禪
那克旺札勒禪（?—?），卫拉特蒙古杜尔伯特部人，绰罗斯氏。清朝蒙古王公，第十代杜尔伯特汗。车凌蒙克的玄孙，博斯和勒的曾孙，纳旺索诺木的孙子，滿達拉之子。
那克旺札勒禪是杜尔伯特中旗郡王滿達拉的第三子。他的大哥散都克多爾濟，承袭杜尔伯特汗。二哥那逊托克托呼承袭杜尔伯特中旗郡王。同治二年（1863年），散都克多爾濟的儿子勒札勒喇布坦希哩珠特去世，没有儿子，同治三年（1864年），那克旺札勒禅袭封杜尔伯特部札萨克特古斯库鲁克达赖汗。同治九年（1870年）四月十一日噶勒章那木濟勒作为第七代杜尔伯特汗密什克多尔济的嗣子，承袭杜尔伯特汗爵位。